# 古川俊一
古川 俊一（ふるかわ しゅんいち、1948年1月4日 - 2006年4月14日）は、筑波大学教授（システム情報工学研究科 社会システム・マネジメント専攻教授）。

## 来歴
出身地は長崎県平戸市。長崎県立猶興館高等学校卒業。1998年、筑波大学より博士（法学）を取得。
筑波大学経営・政策科学専攻長、日本評価学会副会長として58年の生涯を終えた。2006年4月14日、死亡叙勲を授与された（瑞宝小綬章、従四位）。
2007年6月16日、学士会館にてJMAC構造改革推進セクターの協力を得て「古川先生を偲ぶ会」が執り行われた。｢古川俊一先生追悼録」も2010年4月14日に発行され、関係者に配布された。

## 人物
専門分野は行政学、政治学、公共政策評価、地方行財政論、行政管理、地方分権などで、研究テーマは地方分権と政府間関係論、行政改革の論理と手法、地域活性化政策の分析と評価、公共投資政策論など。
趣味は水泳、テニスなど。好きな作家は森鷗外。好きな歌は谷村新司の「昴」。

## 略歴
- 1971年：東京大学法学部第1類（私法コース）卒業
- 1971年：自治省（現総務省）入省
- 自治省財政局地方債課
- 宮城県地方課
- 宮城県財政課
- 自治大学校研究部
- 自治省大臣官房地域政策課
- 1978年：政府在外研究員として、ハーバード大学大学院 都市・地域計画研究科財政・経営専攻（修士号取得）
- 1982年：自治大臣官房企画室兼財政局指導課課長補佐
- 熊本県県民文化センター建設準備室長
- 熊本県税務課長
- 参議院法制局参事
- 自治省大臣官房企画室兼財政局指導課課長補佐
- 1983年：岐阜県財政課長
- 総合研究開発機構主任研究員
- 1988年：（財）国際化推進自治体協議会 (CLAIR) 事務局長（初代）
- 1986年：埼玉大学大学院政策科学研究科客員教授（併任、1986年～1988年）
- 1987年：自治省行政局公務員部定員管理指導官
- 1988年：長崎県経済部長
- 1992年：全国市町村国際文化研修所（JIAM、ジャイアム）教務部長（初代）
- 1994年：全国市町村国際文化研修所（JIAM、ジャイアム）参与（初代）
- 1994年：自治省大臣官房参事官
- 1994年：筑波大学社会工学系助教授
- 1998年：筑波大学博士（法学）学位取得[2]
- 2000年：筑波大学社会工学系教授、慶應義塾大学法学部・学習院大学法学部講師
- 2005年：筑波大学大学院システム情報工学研究科教授（社会システム工学専攻）
- 2005年：筑波大学経営・政策科学専攻長

## 主な審議会、委員会など
- 総務省 行政評価研究委員会座長
- 総務省 地方行政NPM導入研究会委員
- 杉並区 行政評価検討委員会会長
- 茨城県 公共事業再評価委員会委員
- 国土交通省 道路行政マネジメント研究会委員長
- 国際協力機構（JICA） 外部有識者事業評価委員会委員
- 横須賀市 行政評価専門委員
- 都市政策研究所専門委員

## 著書
主な著書
- 1975年：イギリスの地方財政（共著）
- 1976年：地方公務員の定員管理（古川俊一、加藤栄一）
- 1979年：レベニュー・シェアリングと財政調整制度 - 自治研究
- 1989年：地域創造 - 第一法規
- 1993年：連邦制-究極の地方分権 - ぎょうせい
- 1993年：公共マーケティング論 - 自治研究
- 2000年：行政の危機管理システム - 中央法規（共著）
- 2000年：行政評価の潮流 - 行政管理研究センター（共著）
- 2000年：政府間財政関係の政治分析 - 第一法規
- 2001年：公共部門評価の理論と実際 - 日本加除出版（古川俊一、北大路信郷）
- 2002年：公共経営と情報通信技術 - NTT出版（編著者 古川俊一、NTTデータシステム科学研究所）
- 2002年：自治体変革の現実と政策 - 中央法規出版（古川俊一、毛受敏浩）
- 2003年：Japans Road to Pluralism: Transforming Local Communities in the Global Era - Nihon Kokusai Koryu Center（共著）
- 2003年：最新 地方自治法講座 (3) 住民参政制度 - ぎょうせい（編集責任者古川俊一、執筆者 池田昭義、石津廣司、伊東健次、久保田治郎、高原剛、古川俊一、橋本勇、安田充）
- 2004年：公共部門評価の理論と実際 - 日本加除出版（古川俊一、北大路信郷）（新版）
- 2004年：NPOと新しい社会デザイン - 同文館出版（塚本一郎、古川俊一、雨宮孝子）
- 2005年：日本改革!静岡からの提案 - 静岡新聞社（編 静岡県、石川嘉延、川勝平太、古川俊一、吉田あつし、土居英二、坂光司、秋岡榮子、木村陽子）
- 2006年：地方分権と財政調整制度 改革の国際的潮流 - 東京大学出版会（編著 持田信樹、著 秋月謙吾、橋都由加子・石田三成、花井清人、北村亘、町田俊彦、ヴォルフガング・レンチュ、林健久、ユルゲン・ロッツ、世利洋介、林正寿、星野菜穂子、伊東弘文）

関連著書
- 2008年：公共経営入門 公共領域のマネジメントとガバナンス - 公人の友社（編著 トニー・ボベール、エルク・ラフラー、翻訳 みえガバナンス研究会、監修 稲沢克祐、紀平美智子）

『この訳書を、故・古川俊一先生にささげる』と扉文に書かれている。

## 関連人物
- 加藤栄一 - 筑波大学における先輩、恩師